# 加橋かつみ
加橋 かつみ（かはし かつみ、本名：高橋 克己（たかはし かつみ）、1948年2月4日 - ）は、日本のミュージシャン、音楽プロデューサーであり、ザ・タイガースの元メンバー。大阪府堺市生まれで京都府育ち。
ザ・タイガース在籍時の愛称はトッポ（由来はトッポ・ジージョに似ていたから。渡辺プロダクションによる命名）。

## 来歴・人物

### デビューまで
小学（堺市立大仙小学校）・中学（堺市立旭中学校）時代は、教会の聖歌隊に入り讃美歌を歌っていた。
大阪工業大学高等学校（現：常翔学園高等学校）に進学。その後、京都府立山城高等学校に転校。1965年、バンド仲間達と「サリーとプレイボーイズ」を結成。 1966年、「サンダース」のボーカリスト沢田研二を迎え「ファニーズ」と改名、大阪のジャズ喫茶「ナンバ一番」の専属バンドとなる。同年11月、渡辺プロダクションのオーディションに合格し上京。

### ザ・タイガース時代
ザ・タイガースのリードギター、ボーカル担当。澄んだ伸びのある高音の歌声が評価され、シングル「花の首飾り」、「廃虚の鳩」やアルバムでリードボーカルを務めた。ギタリストとしての実力もあり、当時GSの頂点を極めたザ・タイガースの中に於いて、沢田研二と双璧をなす存在であった。またグラフィックデザイナーを志していたこともあり、グループの衣装をデザインするなど、バンドとして欠くことが出来ない存在だった。1982年のタイガース同窓会でのヒット曲「色つきの女でいてくれよ」でもリードボーカルを務めている。
ビートルズを原点とした音楽志向とアイドル性を併せ持ち、GSの象徴的存在といわれた。繊細で芸術家肌、その感受性の強さゆえに誤解を受けやすい言動もあり、「ザ・タイガースのブライアン・ジョーンズ」と評するマスコミもあった。特に当時、時計の針の如く仕事に対し忠実な姿勢であった沢田研二とは、相入れないことが多く、度重なる意見の相違が不仲との報道へ繋がっていった。
リードボーカルを担当した「花の首飾り」がオリコンチャートの頂点にあった頃より、自身がアイドルという存在であることに疑問を感じ、音楽を通じて世界へメッセージを発信したいという思いが強くなる。 当時画期的だったコンセプトアルバム『ヒューマン・ルネッサンス』製作は加橋の意向を反映したもので、テーマは「誕生、平和、友情、恋、祭り、運命、兵士、母、死、英雄、人類の滅亡、再出発」、同時期に実施されていた明治チョコレートとのタイアップ・キャンペーン『天地創造ものがたり』のテーマである旧約聖書とリンクした内容になっていた。 だが、アルバム完成後も、加橋の疑問が払拭されることはなかった。 各プロダクションがGSを粗製濫造。音楽的にもビジュアル的にもGSのレベルは低下。更に渡辺プロによる「アイドル戦略」の中において、高い音楽志向を持ち、感受性の強い加橋かつみは、GSのあり方やプロダクションの対応に限界を感じ、グループ脱退を考えるようになる。森本太郎が「トッポが退団したいと言っていることを聞いた」という記録を、1968年5月頃残している。
人気が頂点に達していたこの頃、沢田と双璧をなす加橋かつみを失うことは出来ず、渡辺プロ側は懐柔策として、加橋の意向を反映し、メンバーの自作曲も含むアルバム『ヒューマン・ルネッサンス』の制作を進める。アルバム完成後、再び加橋は、退団へと傾く。自分達のバンドであったタイガースが、渡辺プロによって操られ、その根底に渡辺プロの副社長・渡辺美佐の沢田研二への愛情があることに反発して、自らの脱退を最終的に決意する。渡辺美佐は、沢田研二以外のメンバーには興味がなく、レストランキャンティで挨拶した加橋に「あなた誰?」と言い放ったという逸話がある。「花の首飾り」、「廃虚の鳩」がヒット中の逸話である。
1969年1月の14日から20日、ザ・タイガースは日劇ウエスタン・カーニバルに出演、ヒッピーをイメージした衣装で登場し「青い鳥」、「朝に別れのほほえみを」、「帆のない小舟」、「割れた地球」の4曲を演奏する。全てがアルバムからのピックアップ、情報が圧倒的に乏しかった時代、彼等が意図したステージはファンに受け入れられるには、多くの時間が必要だった。 森本太郎の日記には、加橋脱退に関するミーティングが重ねられたと思われる記述が増え、加橋脱退を3月上旬と定めた上での、本人やメンバーはもちろん、渡辺プロ総掛かりでの加橋かつみ失踪、除名、ザ・タイガースへの岸部シロー加入、新生タイガース誕生というシナリオがあった可能性も示唆されている。
1969年3月5日、加橋は渋谷・斉藤楽器でのレッスン中にスタジオを離れ戻らなかった。マスコミは 失踪 と報道。 ザ・タイガースは渡辺プロダクションが箱根に所有する別荘に篭り、活動を休止する。 加橋は、ザ・タイガースを脱退、後任にはベースギター担当である岸部おさみ（現：岸部一徳）の実弟、シローが決定する。

### ザ・タイガース脱退劇
自発的な失踪と発表されたが、渡辺プロ主導の脱退劇だったことが発覚し、渡辺プロは謝罪会見を開く。
GSの象徴的存在であり、人気と実力を兼ね備えた加橋かつみを大きな理由もなく失うことで、ザ・タイガースの人気が下降することを恐れた渡辺プロが、次なる加橋の受け入れ先としてフィリップス・レコードとの契約を取り持った上で「加橋かつみの自発的失踪」という体裁を繕おうとしたものだった。失踪報道が流された頃、渡辺プロは加橋を母親と共に事実上ホテルに拘束、外部と連絡を取ることを許さなかった。この失踪劇は、加橋と同じ様な疑問や思想を抱き、加橋の一番の理解者でもあった瞳みのるにも影響を与え、他のメンバーとの間に亀裂を生む原因となる。

### 渡仏・ソロアルバム
加橋かつみは渡仏し、アルバム『パリ1969』を製作。 ザ・タイガース脱退は3月、このアルバムレコーディングは4月に行われている。アルバムでプロデュースのクレジットがある川添象多郎は、著名人とも関わりの深いレストラン「キャンティ」及びブティック「ベビー・ドール」のオーナー・川添浩史の息子・川添象郎であるが、実質的には浩史が、フランスでポップ・ミュージックのレーベル「バークレー・レコード」を経営する友人エディ・バークレーにレコーディングの機会を与えてくれるように依頼したと、『キャンティ物語』に記されている。アルバムの作家も、「キャンティ」の人脈で占められており、安井かずみ、村井邦彦、山上路夫と、ザ・タイガースのレコードに関わっていた面々はもちろん、かまやつひろしも参加し、当時、ザ・スパイダースのファッションや音楽のアドバイザー的存在でもあったレーサー・福沢幸雄の妹・福沢エミの詩も取り上げられ、シングルカットされた「花の世界」、「つばさ」ラストに収録されている「水の輪」など、"加橋かつみ"でしか描き得ない、鮮やかな彩の感受性豊かな心の世界を表現している。しかし、このアルバムは渡辺プロの圧力で、沢田研二のソロ・アルバム発売より約4週間後の12月末になって発売される。

### ミュージカル『ヘアー』東京公演
帰国後、加橋かつみは、各界の著名人が集うイタリアン・レストラン「キャンティ」のオーナーであり、当時、日本芸能文化のパトロン的存在だった川添浩史と共に、ロック・ミュージカル『ヘアー』を日本に紹介。日本人キャストでの公演を実現する。
『ヘアー』は、ベトナム戦争の泥沼化という当時の世相を反映した作品だった。1967年10月29日、ニューヨーク、ダウンタウンにあるパブリック・シアターを皮切りに日本を含め、イギリス、西ドイツ、フランスなど十八か国で上演されることになるこの作品は、ベトナム戦争への抗議、性の解放、資本主義に対する嫌悪、宗教に対しての疑問など、当時のアメリカの若者達の心情をテーマとした。ブロードウェイ上演は1968年、ブロードウェイにロックを持ち込んだ最初のミュージカルであり、アメリカ社会に大きな影響を及ぼした。
この公演で加橋は、日本語への訳詞を手掛け、主役を務める。初演は1969年12月、渋谷東横劇場で行われ、東京公演では11万人を動員したと記録されている。1970年2月をもって東京公演は終了。予定されていた大阪公演は実現しなかった。東京公演中の1970年1月10日、プロデューサーだった川添浩史が、最終公演を見ることなく肝臓癌のため逝去(享年56歳)。川添を実の父親のように慕っていた加橋は、臨終の病床に付き添った。このことで加橋は、大きな精神的打撃を受けることになった。

### ザ・タイガース解散
渡辺プロダクションは、1971年1月24日の日本武道館に於けるザ・タイガース解散コンサートで、サプライズとして加橋に「花の首飾り」を歌わせようと本人を会場に呼び寄せるが瞳みのると沢田研二に猛反発され、ナベプロの目論見は実現しなかった。
ただし、公演終了後に銀座の「ちゃんこ鍋屋」で行われた懇親会には、メンバーと共に加橋も参加、岸部おさみの両親も参加して、午後11時まで晩餐と会話を楽しんだようだ。この席から直接、瞳みのるは京都へ向かったと、森本太郎の手記に記されている。

### 再起　アルバム『1971 花』
ザ・タイガース解散後、各メンバーが別々に音楽活動を始めた時期と時を同じくして、加橋は再起。
1971年5月アルバム『1971 花』をリリース」。当時の世相を織り込み、60年代とは違う大人の雰囲気を持つアルバムとなっている。
ザ・タイガース後期に曲を多く書いた村井邦彦に加えて、ザ・タイガースの礎を創ったと云える、すぎやまこういちが作曲家として参加。
作曲したのは各々2曲ずつだけだが、かつて加橋在籍時のザ・タイガースのオリジナル・アルバム『ヒューマン・ルネッサンス』と同じ布陣といえる。

### 再び渡仏
1973年2月アルバム『パリII』をリリース」再びパリで録音された。『ヘアー』の出演者で、堀内護（堀内麻九名義）、日高富明の作品も収録。
「水色の世界」は、72年2月発表のガロのシングル「地球はメリーゴーランド」のB面収録曲。「この広い世界」は、ガロが72年10月にシングル発表した「涙はいらない」のリメイク曲。ザ・タイガースの仲間、森本太郎の「ひとり」も収録されている。かまやつひろしも、『パリ1969』に続いて「僕の心の底深く」という曲を提供している。時期的にフォークブームだったこともあり、アコースティックの要素を多く含むアルバムとなっている。

### 新境地をめざして
1975年には新境地を目指すべく、北島音楽事務所に所属、1975年8月に発表されたシングル「哀哭」やそのB面「古都の雨」は演歌調の歌で、11月に発表されたアルバム『郷愁』」では、「遠くへ行きたい」、「知床旅情」、「誰もいない海」、「花嫁人形」、「帰ろかな」など、懐かしい郷愁を感じる曲を情感を込めて、丁寧に歌いあげている。
1976年4月にはシングル「日盛り」を発表。フォークシンガー及川恒平作詞の叙情あふれる曲となっている。二か月後の1976年6月に『日盛りの街に出て』（婦人生活社）という本を出版、ザ・タイガース時代のことを含め、それまでの28年間の人生を振り返った内容となっている。
その後、ゴダイゴの事務所に移籍。1979年4月から1986年3月まで「青い空白い雲」がひらけ!ポンキッキのオープニング曲に、同じく「かもめが空を」がエンディング曲に採用される。1979年8月にはにっかつ映画『十八歳、海へ』（監督・藤田敏八、原作・中上健次）の主題歌、翌1980年にはNHKアニメ『ニルスのふしぎな旅』（原作・セルマ・ラーゲルリョーブ）の主題歌のシングルを発表。後者では「ニルスのふしぎな旅〜楽しい歌と音楽集」というタイトルでアルバムも発表されている。

### サヨナラ日劇ウエスタンカーニバル
1981年、元GSメンバーが歌うGSソング集『GROUP SOUNDS GOODIES』をリリース。「花の首飾り」を再録音。同年、『ウエスタンカーニバル』が催されていた有楽町・日劇が取り壊されることになり、『サヨナラ日劇ウエスタンカーニバル』が開催される。このステージにジャッキー吉川とブルー・コメッツ、スパイダース、ザ・ワイルドワンズ、ザ・ジャガーズ、ザ・カーナビーツなどのGSバンドと共にザ・タイガースも出演。1981年1月25日最終日に加橋かつみ、沢田研二、森本太郎、岸部修三（現：岸部一徳）の4人がステージに立ち、往年のヒット曲を中心に9曲を演奏。岸部シローもゲスト出演している。

### 十年ロマンス　タイガース同窓会
1982年、タイガース同窓会としてリリースした、「十年ロマンス」、「色つきの女でいてくれよ」、「銀河旅行」がヒットチャートを上昇。
この時、加橋は4人のセンターに立ち、リードボーカルを務めている。新生タイガースとしてのニューアルバム『THE TIGERS 1982』には、加橋の作品が三曲収録されている。その中の1曲「生きてることは素敵さ」は同窓会記念コンサートでも歌われている。
リードボーカル曲以外でも、アルバム中盤の「野バラの誓い」では現役時ではあり得なかった岸部シローとのツインボーカルを務め、アルバムラストの「朝焼けのカンタータ」のサビでは、ザ・タイガース時代を彷彿させる、伸びのある高音のコーラスを聴くことができる。
同年、シングル「帰らない夏」、オリジナルアルバム『FAR AWAY』をリリース。『FAR AWAY』に収められた一曲、「風のコンチェルト」の歌詞の中にある「白い翼広げて夢を乗せて舞うよ」というフレーズでは、加橋かつみが想い描いていた世界が表現されている。
同窓会ツアー中に行われた加橋のアルバム『FAR AWAY』のレコーディングには　ザ・タイガースの仲間もコーラスで参加し、加橋にエールを送っている。

### タイガース・メモリアル・クラブ・バンド
1988年タイガース・メモリアル・クラブ・バンドを森本太郎、岸部シローらと結成。他GSグループのメンバーも参加し、GSナンバーを歌っている。
1993年、同じく森本太郎、岸部シローとザ・タイガースマニアを結成。「涙のロマンス」をリリース。

### GSBV・LIVE HALL
2005年5月、池袋に「GSBV・LIVE HALL」をオープン。GS時代の楽曲を提供する大人向けのライブハウスを目指した。このライブハウスに飾られた鏡とシャンデリアは、加橋がタイガース在籍時に愛用していたものであった（3ヶ月間のステージを経て同年7月末クローズ）。

### HAIR 1969 TOKYO LIVE
2010年6月、40年の時を越え、目黒の「BLUES ALLEY JAPAN」で『HAIR 1969 TOKYO LIVE 2010』を開催。
オリジナルメンバーが参加し、加橋かつみは、そのセンターに立って、40年振りに「Aquarius」を熱唱、当時を思い起こさせる感動的なライブとなった。
2010年12月、『ROCK MUSICAL HAIR TOKYO ORIGINAL CAST HAIR 1969 LIVE2010』が目黒 「Blue-s Alley Japan」にて再び開催。
予定されていた出演者に加えて海外でボランティア活動に従事する寺田が登場、会場を感動させた。観客の要望に応えて6ヶ月後の再演を公表。
2011年6月1日・2日、『ROCK MUSICAL HAIR TOKYO ORIGINAL CAST HAIR 1969 LIVE 2011』が 目黒 「BLUES ALLEY JAPAN」で開催。
会場に訪れた、当時の『ヘアー』を知らない世代の観客に向けて、ミュージカルのストーリーとテーマを紹介。当時の音源も再現された。
ステージ中盤では　ザ・タイガース時代のヒット曲「廃虚の鳩」、「花の首飾り」を歌唱。会場には元タイガースの岸部一徳が訪れ、ステージ終了後、談笑する姿がみられた。
2013年6月ライブで、会場のファンに2014年に『ROCK MUSICAL HAIR TOKYO ORIGINAL CAST HAIR 1969 LIVE 』を 再演することを告知。
2014年5月15日、10月14日目黒「BLUES ALLEY JAPAN」に於いて　深水龍作、ポール岡田、堀内麻九（堀内護）、大野真澄の日本オリジナルキャストが参加するライブが開催された。このライブには森本太郎、西口久美子も参加、西口は青い三角定規時代のヒット曲を歌唱。森本は加橋とタイガース時代の楽曲を披露。ヘアー日本オリジナルメンバーの加橋、深水、ポール岡田、堀内、大野によって　「Aquarius（輝く星座）」、「Donna」、「What a Piece of Work is Man」、「Let the Sunshine In」 が歌唱された。ステージ後半は、岡田、堀内、大野も森本と加橋に加わってGSのヒット曲を熱唱。感動的なステージとなった。

### ザ・タイガース 2013
2013年12月前期のオリジナルメンバーによるツアーが行われた。
12月3日　日本武道館、12月27日　東京ドーム、12月10日　福岡サンパレス、12月13日　名古屋センチュリーホール、12月17日　大阪京セラドーム、12月18日　長崎ブリックホール、12月20日　仙台サンプラザ、12月22日　札幌ニトリ文化ホールでの8公演。
バックバンドは使わず5人のメンバーによる演奏。2013年1月6日の正月ライブで沢田研二が、ステージからファンに向けてタイガース再結成を公表。4日後の1月10日に五反田のライブハウスロッキーでおこなわれた加橋のライブに森本太郎が来場。森本が加橋のギターを借りて「ルート66」を歌唱、会場のリクエストに応えて森本曰く「ナンバ一番」以来となる二人による「Because」のデュエットがおこなわれた。2013年5月のライブにも森本は来場し「青い鳥」「ルート66」を歌唱している。加橋はこのツアーでグループの衣装を担当し、ザ・タイガース全盛期を彷彿させる衣装でファンを喜ばせた。
ツアーのステージでは、タイガース時代のヒット曲だけでなく、ビージーズ、ローリングストーンズ、ビートルズ等、かつて彼らがコピーした楽曲が演奏され、メンバー其々がMCを行い、ボーカルを担当した。アルバム『ヒューマン・ルネッサンス』の中からは「生命のカンタータ」「忘れかけた子守唄」が演奏されファンを感動させた。
加橋が初めてリードボーカルを担当し、ザ・タイガース最大のヒット曲となった「花の首飾り」が演奏された際、加橋の歌唱が始まると、会場のファンから拍手が贈られた。東京ドームでの最終公演には、岸部シローが車いすで登場し、ビートルズの「イエスタデイ」を歌唱。アンコールでは、かつてGSの頂点へと駆け上がった時代の「タイガースのテーマ」、加橋が脱退し、岸部シローが代わって参加した過渡期に発売された「美しき愛の掟」、加橋がザ・タイガースとして再びステージに立った1982タイガース同窓会のヒット曲「色つきの女でいてくれよ」が演奏され、ザ・タイガースの歴史を辿るような構成となった。最終の東京ドーム公演は、2014年1月24日NHK BSプレミアムで放送された。この東京ドーム公演の様子は、DVDに収められ発売されている。
参加メンバー
- 加橋かつみ（リードギター/ボーカル）
- 沢田研二（ボーカル）
- 岸部一徳（ベース）
- 森本太郎（リズムギター）
- 瞳みのる（ドラム）
- 岸部シロー（ボーカル）※12月27日のみゲスト参加

### 突発性難聴の発症
2012年11月1日頃より左耳の聴覚に異常をきたし、同年11月9日突発性難聴と診断される。
2012年11月9日から11月10日まで、点滴によるステロイド療法を受けるが、11月12日以降、自宅に戻り服薬治療に切り替えた、左耳の聴力は失われたままになっている。
2014年1月以降は、ライブ活動に復帰。

### 2023年までの音楽活動
- 2023年10月3日から6日までの3日間「飛鳥グループサウンズクルーズ」という、ファンとグループサウンズメンバーによる観光クルーズが実施され、10月4日には船内のステージでグループサウンズメンバーによる「クルージング★スペシャルステージ」を開催。 加橋かつみ以外の参加メンバーは以下。 三原綱木（BLUE COMETS）鳥塚しげき・植田芳暁・島英二（THE WILD ONES）加瀬友貴（WILD ONES加瀬邦彦の次男）今井久（PURPLE SHADOWS）石橋誠章（サポートメンバー）

- 「銀座タクト」

月に一度ソロライブを開催、タイガース時代からのファンに加え、若い層の新たなファンも来場。
元カーナビーツの2代目ボーカリストポール岡田と共に、GSナンバーやローリング・ストーンズ、ビートルズ等のカバーを披露。
ザ・タイガース時代を彷彿させるギタープレイと美しい高音のボーカルを聴くことができる。
ザ・タイガースのメンバー岸部一徳、瞳みのる、森本太郎が会場を訪れ2階席奥のテーブルで談笑する姿も見られた。
森本太郎はステージに上がって、加橋とのデュエットを披露した事もあり、当日来場していたファンを喜ばせた。
2014年1月、ザ・タイガース再結成ツアー終了後、最初のライブ会場には若い世代の新たなファンが来場、サインを求める姿が見られる。
2018年以降も、ステージの合間や終了後には、プレゼントを渡したりサインを求めるファンの変わらない姿が見られた。
2022年1月7日 2020年2月以来となるライブを行った。その後、再びタクトでのソロライブは休止。
2023年9月17日「三原綱木 With 加橋かつみ ジョイントLive ～in 銀座TACT」を開催。タイガース時代のヒット曲に加えて三原綱木とともにゴールデンカップス、スパイダースのヒット曲14曲を歌唱。
2023年12月7日約2年ぶりに銀座タクトでソロLIVEを開催。
- 「GS BIG 3」「グループサウンズカーニバル」

2002年7月以降『グループサウンズ・カーニバル』を開催（不定期）。
真木ひでと（元オックス）、三原綱木（ジャッキー吉川とブルーコメッツ）、マモル・マヌー（ザ・ゴールデン・カップス）、今井久（元パープルシャドウズ）、植田 芳暁（ワイルドワンズ）、ポール 岡田（元カーナビーツ）と共にGSナンバーを演奏。往年のファンが詰めかけ、演奏を楽しんでいる。また。三原綱木、真木ひでとと3人で「GS BIG 3」公演を行っている
- Hit Song JAPAN　昭和 同窓会コンサート　～あの日に帰る歌がある～

GSだけでなく、フィンガー5、チェリッシュなど、60年代から70年代にかけてアイドルとして活躍したメンバーと共に、全国各地でコンサート活動を展開。
2009年7月～2012年2月は定期的に参加。その後は不定期となるが、2012年12月10日のコンサート以降、再び定期的に参加。
- 「THE G.S 栄光のグループサウンズ」

GS全盛期のメンバー 三原綱木(ブルーコメッツ)、今井 久(パープルシャドウズ)、ミッキー吉野(ザ・ゴールデン・カップス)、鳥塚しげき・植田芳暁・島 英二(ザ・ワイルドワンズ)に加えて、ワイルドワンズのメンバー加瀬邦彦の次男 加瀬友貴 が参加。加橋はゲストとして出演。2021年10月30日東京、2021年11月14日大阪、2021年11月18日熊本で3回の公演が行われた。
2022年6月21日中野サンプラザホール、2022年12月7日日本特殊陶業市民会館 フォレストホール（愛知県名古屋市）にて同様のメンバーで再演された。
2023年4月27日　東京都新宿文化センター 大ホールで開催される「THE G.S 栄光のグループサウンズ」に ゲストとして参加。 出演者は三原綱木（ブルー・コメッツ）、鳥塚しげき・植田芳暁・島英二（ザ・ワイルドワンズ）、今井久（パープル・シャドウズ）、ミッキー吉野（ザ・ゴールデン・カップス）
- 夢コンサート ～夢のスター歌謡祭～

60年～70年代のヒット曲を中心としたオムニバス形式のライブに参加。「同窓会コンサート」と同じように、全国各地で活動を展開している。
- ザ・タイガース再結成～

2013年12月全国8か所で行われたザ・タイガース再結成のステージでは、片耳の聴力を失っていることを感じさせない見事な演奏と歌唱を披露。GS全盛期を支えた実力をみせた。
- その他のライブ活動

ポール岡田のソロライブに参加、GS時代のヒット曲を歌唱。

### 新型コロナウィルスによる活動への影響
- 2020年3月新型コロナウィルス感染拡大により予定されていたライブを中止、活動を休止した。
- 2021年9月30日の緊急事態宣言解除により、10月30日より音楽活動を再開。
- 2022年1月7日 銀座タクトで行ったライブでファンに向けて、新型コロナ オミクロン株の蔓延が収束するまで、銀座タクトでの次のライブを見合わせることを明言。2024年2月銀座タクトでのライブを再開した。

### 2024年7月現在の音楽活動
- 2024年2月22(木)2024年初となる銀座タクトライブを開催。
- 2024年4月26(金)、2024年06月12日(水）銀座タクトライブ開催。
- 2024年5月29日(水)5月30日(木)LINE CUBE SHIBUYA(渋谷公会堂)で「THEG.S栄光のグループサウンズ 5月東京公演」に出演
- 「THEG.S栄光のグループサウンズ 5月関西公演」にも出演を予定

　2024年08月01日(木)神戸国際会館こくさいホール（兵庫県）
　2024年08月02日(金)ロームシアター京都メインホール（京都府）
- 次回銀座タクトライブが2024年08月14日(水)に予定されている

## ディスコグラフィ

### シングル

#### ザ・タイガース在籍期
- 1967年 「僕のマリー / こっちを向いて」
- 1967年 「シーサイド・バウンド / 星のプリンス」
- 1967年 「モナリザの微笑み / 真っ赤なジャケット」
- 1968年 「君だけに愛を / 落葉の物語」
- 1968年 「銀河のロマンス / 花の首飾り」**（「花の首飾り」リードボーカル）
- 1968年 「シー・シー・シー / 白夜の騎士」
- 1968年 「廃虚の鳩 / 光ある世界」**（「廃虚の鳩」リードボーカル）
- 1968年 「青い鳥 / ジンジン・バンバン」
- 1969年 「美しき愛の掟 / 風は知らない」
  - 岸部シロー参加によるレコーディングが行なわれたが、レコード発売時に、加橋かつみ在籍時の音源に置き換えられた。

#### ソロ
- 1970年01月05日 「花の世界 / つばさ」（フィリップス、FS-1106）
- 1971年05月01日 「愛は突然に / 風のささやき」（フィリップス、FS-1194）
- 1972年12月01日 「あの愛をもう一度 Suddenly Our Love・・・ / 夕陽の空 Whispling Of WInd」（ヴァーティゴ）
- 1975年08月01日 「哀哭 / 古都の雨」（ミノルフォン）
- 1976年04月01日 「日盛り / 星の地図」（ミノルフォン）
- 1977年02月01日 「愛は突然に / ひとり」（ミノルフォン、KA-1039）
- 1978年05月01日 「12時の讃歌 / 遠い夜の島」（キングレコード）
- 1979年 「十八歳、海へ / 夕陽を追って」（コロムビア、YK-521-AX）-　映画「十八歳、海へ」主題歌、挿入歌、チト河内プロデュース
- 1980年 「ニルスのふしぎな旅 / いつまでも友達」（ビクターレコード、KV-2019）-　NHKアニメ「ニルスのふしぎな旅」
- 1980年 「ワンダフル・アドベンチャー / ぼくはキャロット（山崎唯）」（ビクターレコード、KV-2019、A面のみ）-　NHKアニメ「ニルスのふしぎな旅」
- 1982年06月01日 「帰らない夏 / FAR AWAY」（ビクターレコード）

#### タイガース同窓会
- 1981年 「十年ロマンス/生きてることは素敵さ」**（「十年ロマンス」ツインボーカル　沢田研二/「生きてることは素敵さ」リードボーカル）
- 1982年 「色つきの女でいてくれよ/BA-BA-BANG」**（「色つきの女でいてくれよ」リードボーカル）
- 1983年 「銀河旅行/抱擁」

#### タイガースメモリアルクラブバンド
- 1995年 「OH OH OH」Lリーグ公式テーマソング

#### タイガースマニア
- 1993年 「涙のロマンス / 夢の中へと連れて行く」

#### ザ・タイガース 2013
- 2013年 「ザ・タイガースの White Christmas」（東日本大震災子ども支援金　チャリティ）

### アルバム

#### ザ・タイガース在籍期
- 1967年『THE TIGERS ON STAGE』
- 1968年『世界はボクらを待っている』
- 1968年『ヒューマン・ルネッサンス』
  - リードボーカル：「廃虚の鳩」「緑の丘」「帆のない小舟」
  - ツインボーカル：「730日目の朝」岸部おさみ（現：岸部一徳）/「忘れかけた子守唄」沢田研二

#### ソロ
- 1969年12月20日『加橋かつみ・パリ1969』（フィリップス、FX-8004）
- 1970年03月05日『ヘアー』〜日本オリジナルキャストレコーディング（RCA/ビクター、SRA-5168）
- 1971年『加橋かつみ・1971・花』
- 1972年『加橋かつみ・パリII』
- 1975年『郷愁』
- 1977年『青春の残像』
- 1980年『ニルスのふしぎな旅』※4曲のみ参加（BSアニメソング大全集 2006年、2006年5月28日 OP曲を初めて生歌で披露）
- 1981年『GSグッディーズ』※1曲のみ参加
- 1982年『FAR AWAY』

#### タイガース同窓会
- 1982年『タイガース1982』
- 1982年『A-LIVE』
- 1982年『THE TIGERS 20 HISTORY』

#### タイガースメモリアルクラブバンド
- 1988年『タイガース・メモリアルクラブバンド』
- 1990年『タイガース・メモリアルクラブバンドII　ぼくと、ぼくらの夏』
- 1992年『ブルーシャトーを君だけに/GSが好きさ好きさ好きさ/懐かしきラブソング』
- 2001年『OJPC物語2001』

#### ザ・タイガース 2013
- 2013年『THE TIGERS 1967-1968 RED DISC』
  - リードボーカル：「ホリデイ *LIVE ver.」「花の首飾り」「廃虚の鳩」
- 2013年『THE TIGERS 1968-1971 BLUE DISC』
  - ツインボーカル：「730日目の朝」岸部おさみ（現：岸部一徳）
- 2013年『THE TIGERS DVD BOX』
  - 1968後楽園コンサート　1970田園コロシアム　1971ビューティフルコンサート　テレビ出演映像　CM映像等を収録

### 映画
- 1968年『ザ・タイガース 世界はボクらを待っている』
- 1968年『ザ・タイガース 華やかなる招待』

### 舞台
- 1969年 ロックミュージカル『ヘアー』主演
  - 脚本・作詞
    - ジェローム・ラグニ
    - ジェームス・ラド

  - 音楽
    - ガルト・マグダーモット

  - プロデューサー
    - ベルトランド・キャステリ

  - 演出
    - ジム・シャーマン

  - 音楽監督
    - ダニー・ハート

  - 専任プロデューサー
    - 川添象多郎

  - 制作
    - 寺川知男

  - 日本版歌詞翻訳
    - 川添象多郎
    - 加橋かつみ
    - 寺田 稔

### 受賞
- 1982年『第8回日本テレビ音楽祭特別賞』ザ・タイガースとして受賞。
  - 受賞曲「色つきの女でいてくれよ」は、加橋のリードボーカル曲

### 著書
- 1969年『イヴ』5000部限定版 イラスト集
- 1976年『日盛りの街に出て』自伝

## 文献
- ザ・タイガース日本の青春　昭和47年8月25日発行　日芸出版
- 日盛りの街に出て　昭和51年6月25日発行　婦人生活社